# 单丹娜
单丹娜（1991年10月8日—），浙江宁波人，中國女子排球運動員，亦為中國國家女子排球隊成員。

## 簡歷
单丹娜出身於宁波奉化溪口镇，小学四年级時身高就有1.60米，被老師认为是运动的好苗子，所以进了学校的排球校队。後來，有少体校的皮划艇教练想邀她進隊，卻遭排球教练拒绝。
2003年，单丹娜在宁波小学生排球比赛中被宁波体校的女排教练陈雅春看中，自此走上了排球之路。
2010年代表浙江队获得全国女排锦标赛冠军。
2011年4月，在浙江女排擔任自由人的单丹娜首次入选中國國家女子排球隊的大名单；更馬上有機會随队出戰2011年世界盃女子排球賽，並助球隊拿到第三名。
2012年，在該賽季的全国女排联赛结束后，单丹娜再次入選国家队集训名单，並最终入围了倫敦奧運會的12人名单。